# فراوه
فَراوه یا پَراو (به ترکمنی:‌ Paraw، پاراو)(در نقشه‌های چاپ ایران به اشتباه پارو نوشته شده) نام روستایی است قدیمی در ترکمنستان امروزی.
این روستا در ۲۵ کیلومتری شهر سردار در استان بلخان قرار دارد.
فراوه از زیستگاه‌های قدیمی قوم ایرانی داها بوده و نام آن را هم‌ریشه با نام قوم ایرانی پرنی (بنیادگذاران شاهنشاهی اشکانی) دانسته‌اند.
این ناحیه را در قدیم دَهستان (زیستگاه قوم داها) می‌گفتند.

## تاریخچه
معجم‌البلدان درباره این محل می‌نویسد:
شهرکی است از اعمال نسا بین نسا و دهستان خوارزم و از آن گروهی از اهل علم برخاسته‌اند و آن را رباط فراوه گویند. عبداللّه بن طاهر آن را در خلافت مامون بنا کرده‌است.
حدود العالم، چاپ دانشگاه ص۱۴۴ می‌نویسد:
رباطی است [ به ناحیت دیلمان ] بر سرحد میان خراسان و دهستان بر کران بیابان نهاده و ثغر است بر روی غور و اندر رباط یک چشمه آب است چندانک خورد را به کار شود و ایشان را هیچ کشت و برز نیست و غله از حدود نسا و دهستان آرند.
لغتنامه دهخدا از قول برهان می‌نویسد: 
نام موضعی است در خراسان و در آنجا چشمه‌ای است که چون در آن چشمه غوطه خورند تب ربع را زایل کند.
فراوه در مرز میان خراسان و گرگان قرار داشته و جغرافی‌دانان گاه آن را جزو خراسان قلمداد کرده‌اند و گاه جزو گرگان.

## بزرگان
محدثان:
- منصور بن عبدالمنعم فراوی
- ابوعبدالله فراوی
- ابونعیم فراوی[۳]